# Экструзия (геология)

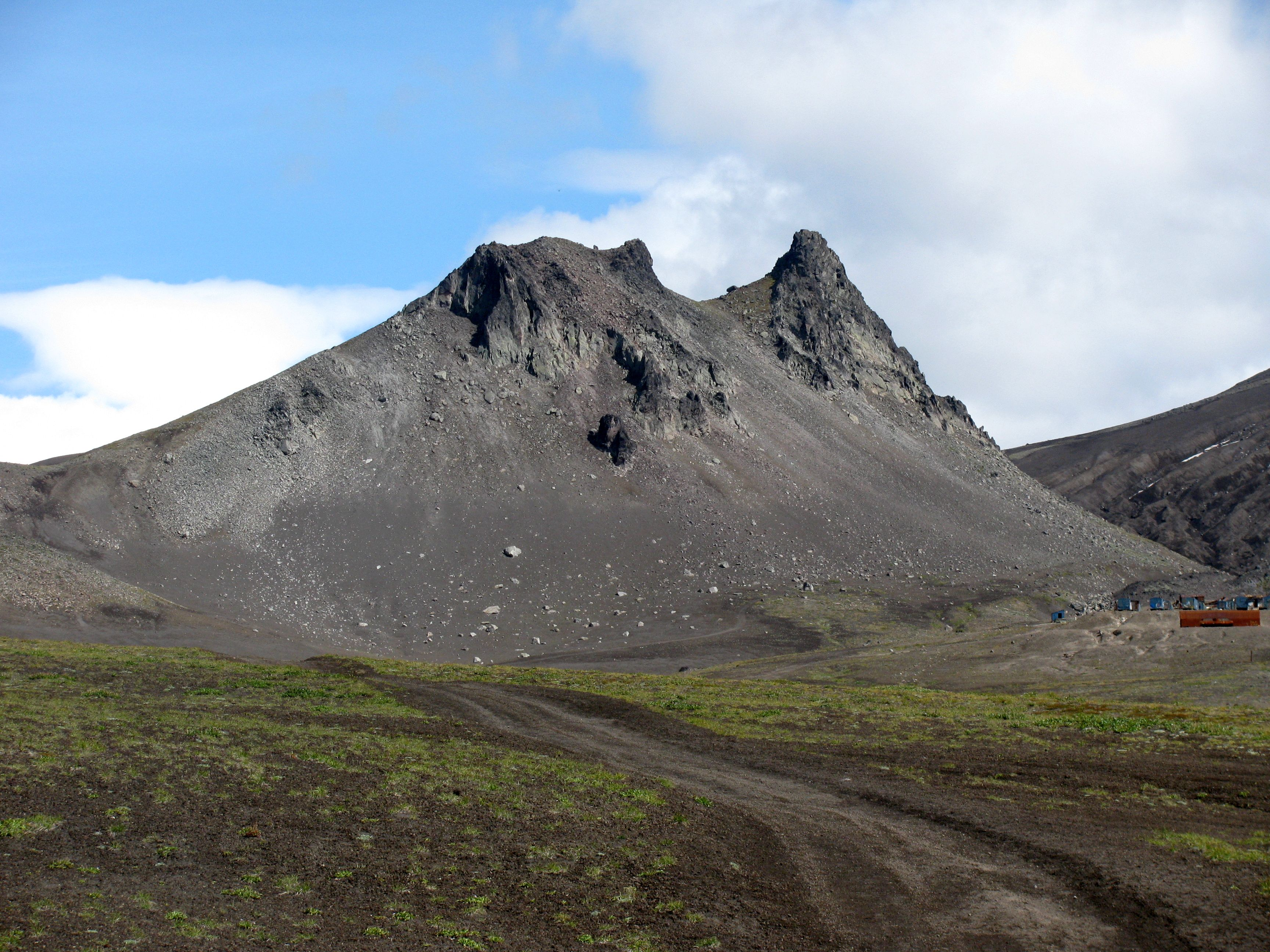
Экструзия Верблюд у подножий Авачинского и Корякского вулканов, полуостров Камчатка

Экстру́зия (ку́пол вулкани́ческий) — тип извержения, свойственный вулканам с вязкой лавой. Выступающая вязкая лава нагромождается над устьем вулкана в виде куполов, из которых или около которых время от времени при сильных взрывах выделяются газы, дающие начало палящим тучам.

## Строение
Для экструзий характерно:
1. Однородное массивно-лавовое строение.
2. Наличие у подножия мощного шлейфа грубых обломков.
3. Существование флюидальной полосчатости.
4. Крупная порфировая структура лав.
5. Состав лав, колеблющийся от андезитов и трахитов до кислых риолитов (Пийп, 1955).

## Классификация

### Williams, 1932
1. Пробкообразные
2. Эндогенные
3. Экзогенные

### Влодавец, 1954
I. Экструзивные купола (без канала в теле купола и кратера)
- Концентрически-скорлуповатые
- Веерообразные
- Скалистые
- Массивные

а) купола прорыва — экструзивные бисмалиты; б) пирамидальные купола (питоны); в) обелиски.
II. Экструзивно-эффузивные купола (с каналом в теле), среди которых выделяются: колоколоподобные (мамелоны), натёчные (перекрывающиеся), натёчные с лавовым языком.
III. Экструзивно-эксплозивные купола